# Nguyễn Thị Ngọc Tuyền
Nguyễn Thị Ngọc Tuyền (chữ Hán: 阮氏玉璇, 1485 - 1590) là quý phi của Mạc Thái Tổ. Sau khi con trai bà là Mạc Thái Tông đăng cơ đã tôn phong cho mẹ mình là "hoàng thái hậu".

## Tiểu sử
Nguyễn Thị Ngọc Tuyền là con gái của Thông quốc công Nguyễn Thì Ung, bà có một người chị em được gả cho Lê Cung Hoàng; còn bà thì được gả cho tướng quân Mạc Đăng Dung. Sau khi Mạc Đăng Dung lên ngôi đã gia phong cho bà làm quý phi.
Bà sinh được một người con trai là Mạc Đăng Doanh, về sau khi ông được cha nhường ngôi đã tôn phong mẹ mình làm "hoàng hậu".
Bà qua đời tại Đông Kinh vào năm 1590, thọ 105 tuổi.